# Jozef Bednárik
Jozef Bednárik (17. září 1947 Zeleneč – 22. srpna 2013 Bratislava) byl slovenský herec a divadelní režisér.

## Herec a režisér
V roce 1970 absolvoval studium herectví na VŠMU v Bratislavě. V letech 1971–1981 byl hercem a od roku 1981 režisérem Divadla Andreje Bagara. Je režisérem bývalého Divadla Z ze Zelenče.
Jako host režíroval divadelní představení v Bratislavě, Brně, Praze i jinde ve světě. V Čechách je jeho jméno spojeno především s režií muzikálových projektů (Dracula Karla Svobody, Johanka z Arku Ondřeje Soukupa, Angelika Michala Davida a Mona Lisa). Věnoval se rovněž operní režii. Proslul zejména operními inscenacemi ve Slovenském národním divadle v Bratislavě koncem 80. let 20. století (Faust a Markétka, Hoffmannovy povídky). Ve Slovenském národním divadle režíroval představení Princezna Turandott, ve Státní opeře Praha inscenaci Manon Lescaut (2007).
V Národním divadlem v Praze režíroval balety Malý pan Friedemann / Psycho (1993), Čajkovskij (1994) a Coppélia (1995), opery Roméo et Juliette (1994) a Carmen (1999).

## Další činnost
Vystupoval také v Televizi Nova jako jeden z porotců taneční show Bailando.
22. srpna 2013 večer, krátce před 21:00, zemřel v bratislavské univerzitní nemocnici ve věku 65 let. Jako příčina úmrtí bylo uvedeno úplné metabolické a kardiální selhání.